# 李天賦
李天賦（1460年—？），字凝道，山西太原府交城縣人，軍籍，明朝政治人物。

## 生平
成化十九年（1483年）癸卯科山西鄉試第六名舉人。弘治六年（1493年）中式癸丑科會試第一百五十二名，三甲第一百三十三名進士。十六年十二月实授广东道御史，正德二年（1507年）巡按湖广，遷尚寶司少卿，七年八月升湖广布政司右参政，十年十一月升辽东苑马寺卿。

## 家族
曾祖李威；祖父李德勝；父李景，南京刑部郎中。母高氏。重庆下。